# Moerzeke
Moerzeke is een dorp en deelgemeente van Hamme in de Belgische provincie Oost-Vlaanderen, het was een zelfstandige gemeente tot aan de gemeentelijke herindeling van 1977. Moerzeke is een landelijk gelegen, rustiek dorp, op de linkeroever van de Beneden-Schelde. Op het grondgebied van Moerzeke ligt in een Scheldebocht nog het dorp Kastel. In het plaatselijke dialect spreekt men niet over Moerzeke maar over het woord "Moes" (/muːs/, uitgesproken met een lange "oe"). 

## Toponymie
De naam Moerzeke komt van het Gallo-Romeinse Mauriciacum wat eigendom of villa van Mauricius betekent. In de daaropvolgende eeuwen werd de naam Moerzeke op verschillende manieren geschreven. In Latijnse manuscripten uit 1125 en 1165 kunnen Murzeke en Murceke gelezen worden, in 1171 Morzeka, in 1225 Morsca, in 1259 en 1261 Morseke en in 1330 Mourseka. In de late 16e eeuw duidt Mercator Moerzeke op zijn kaarten aan als Moeshe. Dit sluit aan bij de dialectnaam die de plaatselijke bevolking aan het dorp geeft (Moes).

## Geschiedenis
Het dorp heeft in de loop der geschiedenis vele rampen gekend. In 1488 werd het kasteel van de heer van Moerzeke door Gentse rebellen vernield. De kerk werd ook geplunderd, maar de inwoners van Moerzeke hadden de meest waardevolle voorwerpen naar de kerk van Dendermonde verplaatst.
De Reformatie bracht net als elders in de Lage Landen veel geweld en wanorde mee: de helft van de parochie ging in vlammen op en werd geplunderd. In 1580 stierf bijna de gehele populatie uit, vanwege de pest. In 1584 bevrijdden de Spaanse soldaten, na een belegering van twintig dagen, Moerzeke en Dendermonde op de Protestanten. In 1590 kwam een priester, Balthasar De Pauw, vanuit Hulst naar het dorp vergezeld met zeventig families uit Verrebroek en Kieldrecht om het bevolkingsaantal te normaliseren. Hij zou er minstens tot 1630 priester blijven.
In 1835 werd de honderdste verjaardag van pastoor Joannes Benedictus De Schoesitter te vieren. De feestelijkheden, die werden opgeluisterd door dichter Prudens van Duyse brachten ruim 30.000 mensen naar Moerzeke.
In 1846-1848 mislukten de oogsten in de wijde regio, wat armoede en hongersnood teweegbracht. Moerzeke heeft ook meerdere dijkbreuken, met overstromingen tot gevolg, meegemaakt (waaronder in 1928).

## Demografische ontwikkeling
- Bronnen:NIS, Opm:1831 tot en met 1970=volkstellingen; 1976 = inwoneraantal op 31 december

## Bezienswaardigheden
- De classicistische Sint-Martinuskerk (1768) is een driebeukige bakstenen kerk met achtkantige toren. De voorgevel is beschermd sinds 1943.
- Op het oude kerkhof rondom de kerk staat een grafgedenkteken van Priester Poppe.
- De Priester Poppekapel aan de Kasteellaan
- De Onze-Lieve-Vrouw van de Rozenkranskapel aan het Koningsplein
- De Onze-Lieve-Vrouw ter Noodkapel aan de Tramstraat
- De Onze-Lieve-Vrouw van Troostkapel aan de Priester Edward Poppestraat
- Het Slotklooster van ongeschoeide karmelietessen, gebouwd in 1974-1976 voor zusters aanvankelijk afkomstig van het klooster aan de Franz Courtensstraat te Dendermonde. Moderne kloosterarchitectuur naar ontwerp van architect Luc Van den Broeck (Aalst) en ingenieur architect Octaaf van Severen.
- Rechts van de kerk staat het oude gemeentehuis. Dit voormalige gemeentehuis werd in 1756 in opdracht van de familie Van der Meersche als schepenhuis gebouwd.
- Het Kasteel van Moerzeke of Kasteel Nieulant.
- Het Kasteel De Boonpot, alias Het Toreken, aan de Bootdijkstraat.
- Het Spaans Hof aan de Burgemeester Lemmensstraat

## galerij

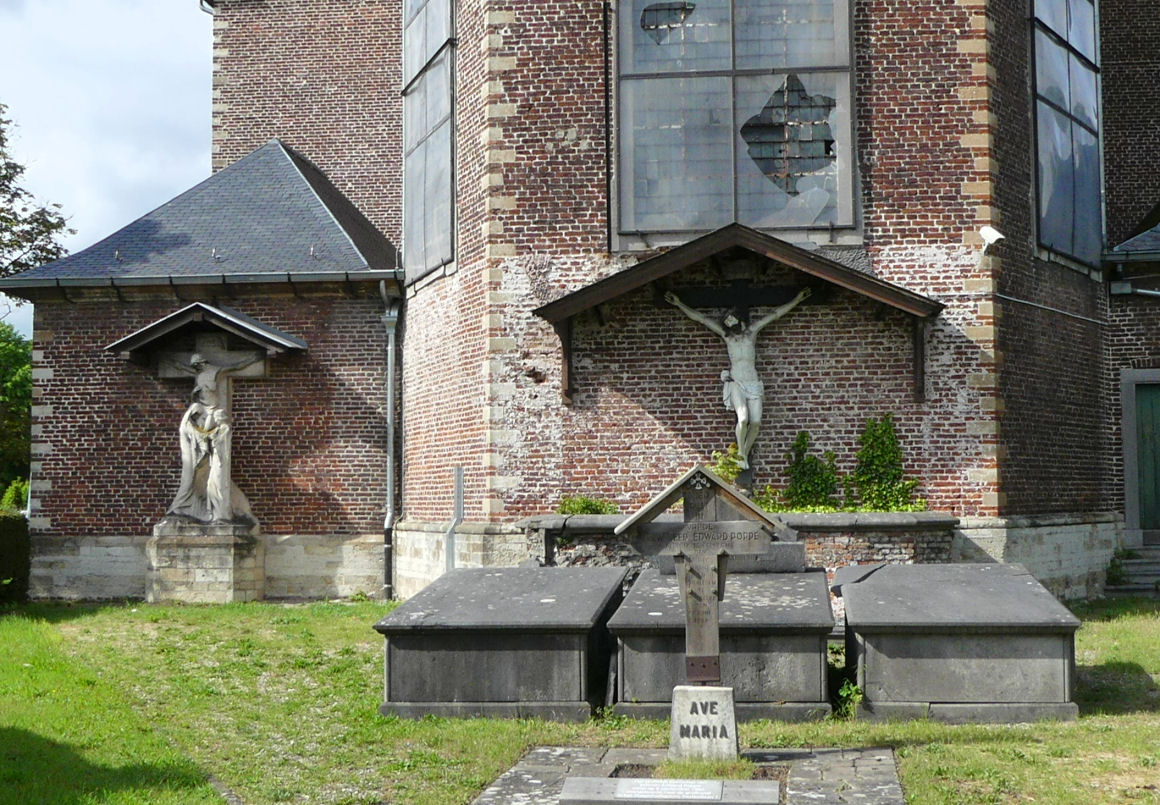
oud kerkhof
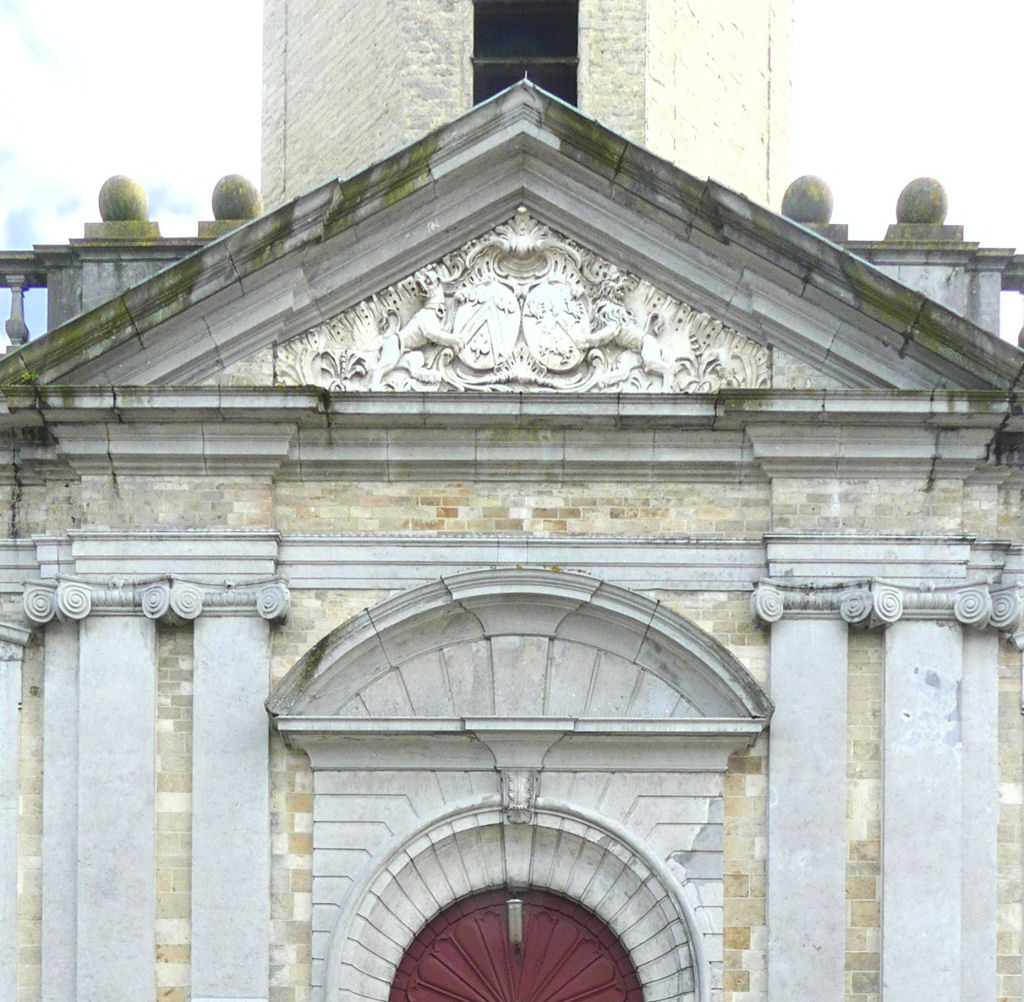
portaal in arduin van de Sint-Martinuskerk
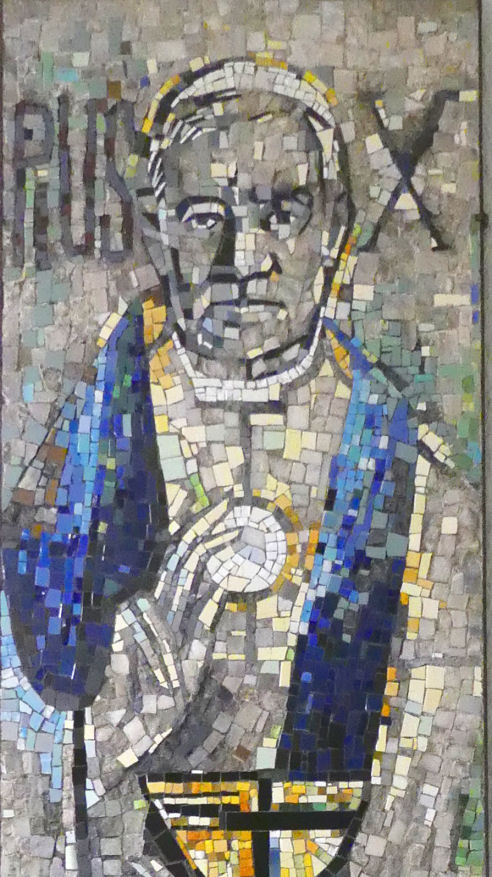
interieur van de Priester poppe kapel

## Natuur en landschap
Moerzeke ligt aan de Schelde en de bodem bestaat uit dekzand en rivierklei. Langs de Schelde ligt het natuurgebied Scheldevallei Moerzeke-Kastel.

## Politiek
- Baljuws : Nikolaas Janszone (1425); Simoen Arens (1442); Pieter Van Loo (1446); Hillewaert Sarens (1488); Jacob Malaert (1495); P.H. De Kimpe (1590); Joost Jacobsen (1607); Roeland van der Borch (1613); Jan de Cautere (1628); Geeraard van Acoleyen (1630); Frans De Glabbais (1700); Van de Walle (1782); J.B. Van den Eede (1794)
- Burgemeesters: Jan de Smet (17**); Matthijs de Smet (17**); Dominicus Van Bogaert (1793); Pieter-Jan D'Hollander (jaar IX); Burgraaf De Nieulant (jaar XII); Karel de Nieulant (tot 1830); Jacobus D'Hollander (vanaf 1830); F.Xav. D'Hollander (1847); Armand D'Hollander (1848); Cesar D'Hollander (1887); Baron de Crombrugghe (1921); Clement van de Maele (1927); Livien D'Hollander (1942-1944, bezetting); Gilbert Lemmens (1947 tot 1976, fusie met Hamme)[2]

## Sport
Voetbalclub VK Robur Moerzeke is aangesloten bij de KBVB en actief in de provinciale reeksen. Korfbalclub KC The Vikings

## Jaarlijkse activiteiten
- Elk jaar viert men er carnaval op de 3 dagen voor Aswoensdag. De stoet gaat elk jaar beurtelings door in Moerzeke of Kastel.
- Eind september, begin oktober, vindt op en rond het Koningsplein Baafmiskermis plaats met oa (sinds 1960) een traditionele reuzenstoet.
- In Moerzeke viert men Sint-Maarten in plaats van Sinterklaas.

## Geboren in Moerzeke
- Roger De Vogel (1957-2021), atleet
- Christina Guirlande (1938), schrijfster
- Remi Piryns (1920-2004), jurist
- Bart Van den Eede (1977), profvoetballer

## Nabijgelegen kernen
Kastel, Mariekerke, Hamme, Grembergen